# Pont de Neak Luong
Le Pont Neak Luong, (Khmer:ស្ពានអ្នកលឿង, officiellement appelé pont Tsubasa) franchit le Mékong au Cambodge, environ 50 km en aval de Phnom Penh, qui n'a pas de pont, il permet la liaison avec le sud et le Viêt Nam. C'est le plus long pont du pays devant le Pont Kaoh Kong.

## Travaux
Les travaux ont commencé le 12 février 2011 et le pont fut inauguré le 6 avril 2015.

## Financement
Le pont est un don d'investisseurs japonais. Il apparaît sur le billet de 500 riels.